# Ixalotriton parvus
Espèce
Synonymes
- Pseudoeurycea parva Lynch & Wake, 1989

Statut de conservation UICN

 CR B1ab(iii)+2ab(iii) : 
En danger critique
Ixalotriton parvus est une espèce d'urodèles de la famille des Plethodontidae.

## Répartition
Cette espèce est endémique de l'État d'Oaxaca au Mexique. Elle se rencontre au-dessus de 1 600 m d'altitude sur le Cerro Baúl.

## Étymologie
Le nom de cette espèce, parvus, vient du latin parvus qui signifie « petit » en référence à sa taille.

## Publication originale
- Lynch & Wake, 1989 : Two new species of Pseudoeurycea (Amphibia: Caudata) from Oaxaca, Mexico. Contributions in Science. Natural History Museum of Los Angeles County, no 411, p. 11-22 (texte intégral).